# Cohors V Delmatarum (Germania)
Die Cohors V Delmatarum (bzw. Dalmatarum) (deutsch 5. Kohorte der Delmater bzw. Dalmater) war eine römische Auxiliareinheit. Sie ist durch Militärdiplome und Inschriften belegt.

## Namensbestandteile
- Delmatarum bzw. Dalmatarum: der Delmater. Die Soldaten der Kohorte wurden bei Aufstellung der Einheit aus dem illyrischen Stamm der Delmater auf dem Gebiet der römischen Provinz Dalmatia rekrutiert. Sowohl in den Inschriften als auch in den Militärdiplomen finden sich beide Namensvarianten.

Da es keine Hinweise auf die Namenszusätze milliaria (1000 Mann) und equitata (teilberitten) gibt, ist davon auszugehen, dass es sich um eine reine Infanterie-Kohorte, eine Cohors (quingenaria) peditata, handelt. Die Sollstärke der Einheit lag bei 480 Mann, bestehend aus 6 Centurien mit jeweils 80 Mann.

## Geschichte
Der erste Nachweis der Einheit in der Provinz Germania beruht auf einem Militärdiplom, das auf das Jahr 74 datiert ist. In dem Diplom wird die Kohorte als Teil der Truppen (siehe Römische Streitkräfte in Germania) aufgeführt, die in der Provinz stationiert waren. Weitere Diplome, die auf 90 bis 134 datiert sind, belegen die Einheit in der Provinz Germania Superior.

## Standorte
Standorte der Kohorte in Germania waren möglicherweise:
- Aquae Mattiacorum (Wiesbaden): Der Grabstein des Dassius wurde in Wiesbaden gefunden.
- Arnsburg[4]
- Heilbronn-Böckingen: Ein Ziegel mit dem Stempel der Einheit wurde in Böckingen gefunden. (AE 1900, 00215c)

## Angehörige der Kohorte
Folgende Angehörige der Kohorte sind bekannt.
| - Capito, ein Centurio (CIL 13, 7039) - Dassius, ein Soldat (CIL 13, 7581) | - Talanius, ein Soldat (CIL 13, 7039) - Victorinus Urso, ein Centurio (um 180/192) (AE 1992, 1290) |

## Weitere Kohorten mit der BezeichnungCohors V Delmatarum
Es gab noch eine weitere Kohorte, die Cohors V Delmatarum (Mauretania Tingitana), die in der Provinz Mauretania Tingitana stationiert war.